# Aldeanueva de Guadalajara
Aldeanueva de Guadalajara település Spanyolországban, Guadalajara tartományban. Aldeanueva de Guadalajara Atanzón, Centenera, Guadalajara, Valdegrudas és Torija községekkel határos. Lakosainak száma 106 fő (2024).

## Népesség
A település lakosságának változását az alábbi diagram mutatja:
| Lakosok száma | 105  | 115  | 122  | 106  | 107  | 81   | 84   | 86   | 99   | 106  |
|               | 2001 | 2004 | 2006 | 2009 | 2011 | 2014 | 2016 | 2019 | 2021 | 2024 |